# Hubert Godart
Hubert Godart (Viane, 30 augustus 1913 - Viane, 2 november 1983) is een voormalig Belgisch wielrenner.

## Resultaten in voornaamste wedstrijden
| Jaar | Gent-Wevelgem |
| ---- | ------------- |
| 1938 | Goud          |